# Union List of Artist Names
Die Union List of Artist Names (ULAN) ist ein strukturiertes Vokabular mit etwa 293.000 Namen und anderen Basisinformationen über Bildende Künstler. Er wird vom Getty Research Institute herausgegeben.
Es handelt sich um einen Thesaurus, der vor allem für Archive, Bibliotheken und Museen eine wichtige Ressource zur Zuordnung von Objekten des kulturellen Erbes darstellt. Mit der ULAN nimmt das Getty Research Institute am Virtual International Authority File teil.